# Tödliche Gier

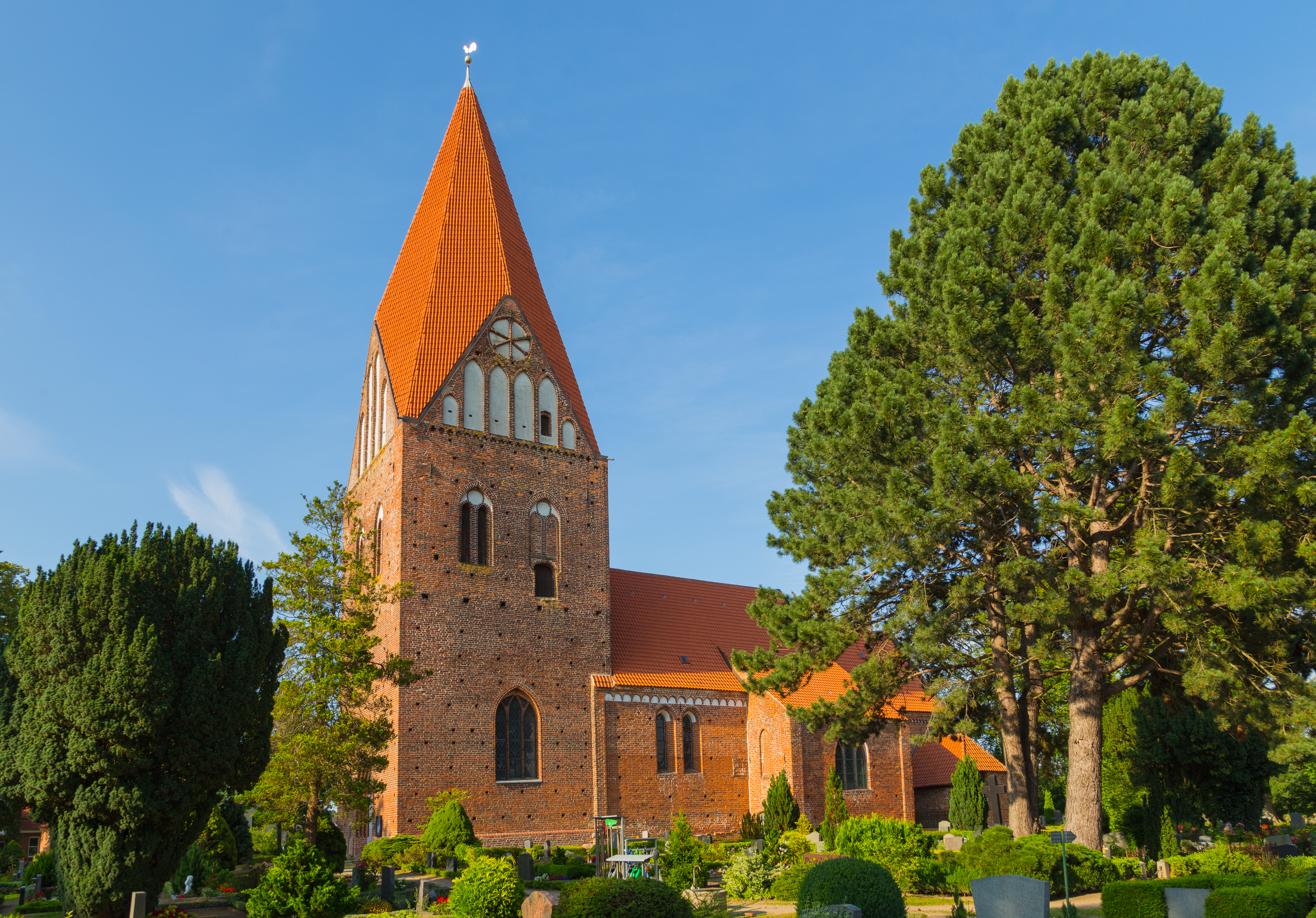
In der Kirche des Dorfs suchen die Verbrecher nach den Diamanten (Drehort: Kirche in Proseken)

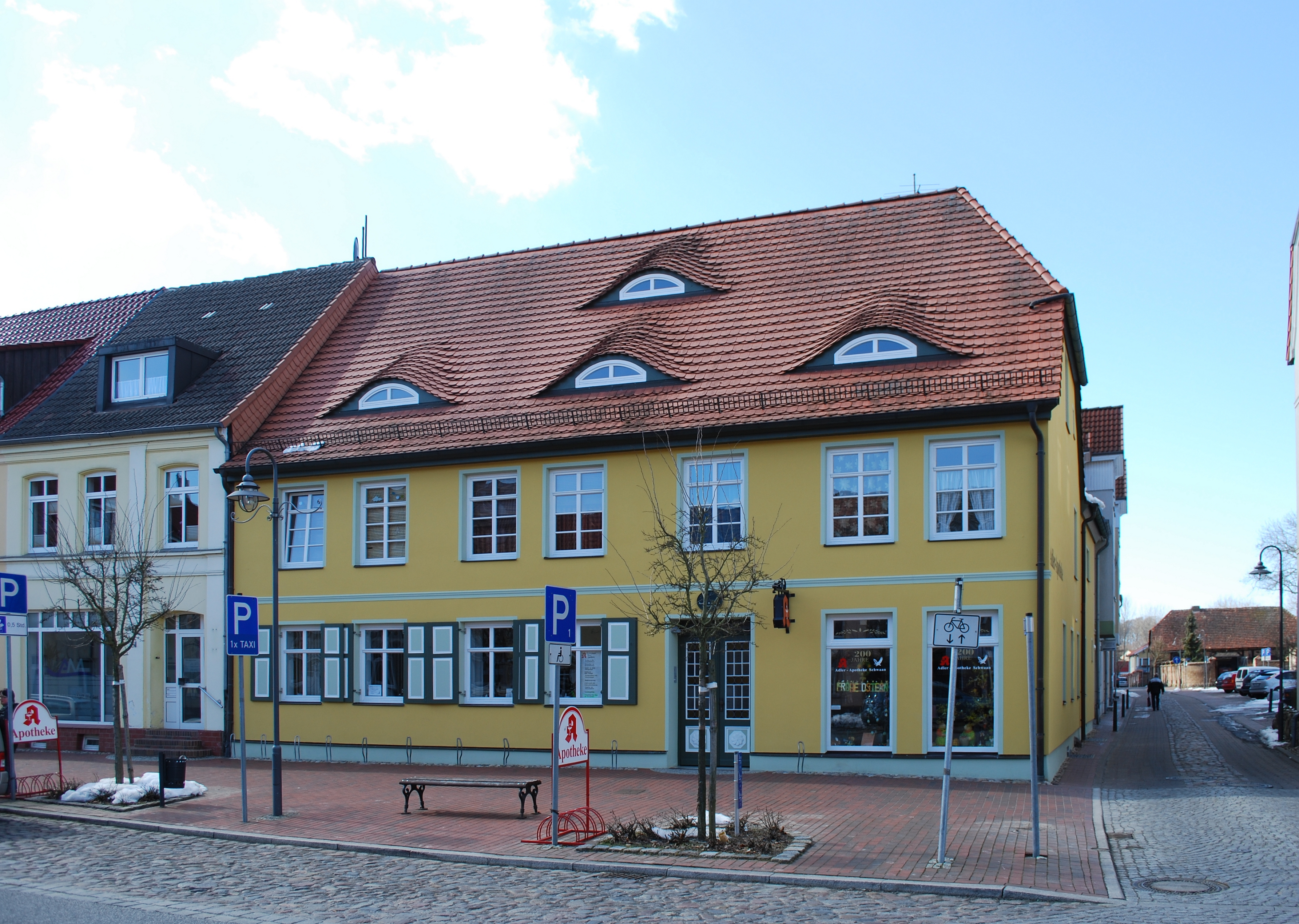
Claudia hat die Apotheke im Ort übernommen (Drehort: Adler-Apotheke in Schwaan)

Tödliche Gier ist ein deutscher Fernsehfilm von Thorsten Näter aus dem Jahr 2021. Der Film wurde im Fernsehprogramm erstmals am 24. Februar 2021 im ZDF ausgestrahlt.

## Handlung
Pastor Manfred Bahnert hat sich mit seiner Frau Claudia und Sohn Marius vor kurzem an einem kleinen Ort niedergelassen, an dem eigentlich nie etwas passiert. Manfred hat es mit seiner unkonventionellen Art allerdings schwer, als neuer Pastor von der Gemeinde akzeptiert zu werden. Claudias neu gekaufte Apotheke hat kaum Kunden und für Marius ist das neue Leben die reinste Einöde. Tochter Svenja, die wegen Drogenproblemen in Therapie war, zieht nach der Trennung von Freund Daniel vorübergehend zu ihren Eltern.
In Hamburg setzen vier Häftlinge ihren Plan um, aus der Justizvollzugsanstalt auszubrechen, um die Beute eines früheren Diamantenraubs zurückzuholen und aufzuteilen. Bei der Flucht wird Häftling Dombrowski durch einen Messerstich schwer verletzt. Dieser hatte die Beute nach dem Raub damals in der Ruine einer Kirche versteckt, die das Quartett jetzt aufsucht. Allerdings hat sich in den Jahren einiges verändert. Die Kirche wurde mittlerweile wieder aufgebaut und Manfred ist hier amtierender Pastor. Beim nächtlichen Einbruch in die Kirche erliegt Dombrowski seinen Verletzungen und kann den anderen das Versteck nicht mehr zeigen. Manfred schaut wegen des Lichts in der Kirche nach dem Rechten und überrascht die Verbrecher. Diese nehmen ihn und seine Familie als Geiseln, denn sie wollen unbedingt an die Diamanten in der Kirche gelangen, damit sie sich absetzen können.
Manfred soll ihnen bei der Suche helfen und so beginnen sie an einigen Stellen zu graben. Claudia soll, unter Überwachung stehend, ihre Apotheke wie gewohnt öffnen, damit im Dorf kein Verdacht geschöpft wird. Der Pastor versucht wiederholt, die drei Geiselnehmer gegeneinander auszuspielen, diese decken ihrerseits die internen Konflikte der Pastorenfamilie auf. Dem Bürgermeister fallen die Aktivitäten in der Kirche auf, Manfred kann ihn jedoch abwimmeln. Ebenso muss Svenja später dem plötzlich auftauchenden Daniel sagen, er solle aus ihrem Leben verschwinden. Die Geiselnehmer werden aufgrund der nicht aufzufindenden Beute und des Konsums von Alkohol und Medikamenten immer unberechenbarer. Marius kann durch einen Lüftungsschacht entkommen, wird aber von einem der Geiselnehmer wieder aufgegriffen. Ein Einheimischer wird dabei erschossen.
Mittlerweile scheinen einige Gemeindemitglieder zu spüren, dass irgendetwas nicht stimmt. So wird ein stehengelassener Transporter mit Blutspuren entdeckt und Claudia kann einem ihrer Kunden, dem früheren Apothekenbesitzer und Vater des Dorfpolizisten, eine Nachricht zukommen lassen. Unterdessen finden die Verbrecher endlich ein Blechkästchen, doch dieses ist leer. Manfred gibt zu, dass er die Steine gefunden habe und diese jetzt nur aushändige, wenn seine Familie in Sicherheit käme. Es kommt zu Streitigkeiten zwischen den Beteiligten, bei dem ein Geiselnehmer einen anderen erschießt. Als ein Geiselnehmer zusammenbricht, da Claudia ihm Betäubungsmittel in die Schnapsflasche getan hat, stürzt sich Manfred auf den verbleibenden Geiselnehmer, gleichzeitig brechen einige Einheimische und Daniel in das Pastorenhaus ein. Schließlich erschießt Claudia den Geiselnehmer.
Manfred übergibt die Diamanten und erfährt, dass auf die Verbrecher eine hohe Belohnung ausgesetzt sei. Dadurch könnte das Pfarrhaus wieder instand gesetzt werden. Als Manfred sagt, er glaube nicht, dass er hier bleibe, überzeugen ihn die zuvor eher abweisenden Dorfbewohner, doch zu bleiben.

## Produktion
Der Film wurde vom 5. November 2019 bis zum 3. Dezember 2019 in Wismar und Umgebung sowie in Kiel gedreht. Hauptdrehort war in der Gemeinde Gägelow der Ortsteil Proseken. Die Gemeinde gehört zum Landkreis Nordwestmecklenburg in Mecklenburg-Vorpommern und liegt ca. 150 km östlich von Hamburg. Die Apotheke, in der Claudia als neue Besitzerin arbeitet und von den Verbrechern überwacht wird, ist die Adler-Apotheke in Schwaan. Der Ort liegt ca. 20 km von Rostock entfernt und wurde ausgewählt, weil Regisseur Thorsten Näter in der Nähe von Wismar keine Apotheke fand, die seinen Vorstellungen entsprach. Die über 200 Jahre alte Adler-Apotheke mit ihren Holzregalen, alten Standgefäßen und Schubladensäulen war genau das, was sich Näter für den Film wünschte.
Harald Krassnitzer und Ann-Kathrin Kramer, die das Ehepaar Bahnert spielen, sind seit 2009 auch im wirklichen Leben verheiratet.

## Rezeption

### Kritiken
Das Lexikon des internationalen Films gibt dem Film 2 von 5 Sternen. Es beschreibt Tödliche Gier als einen „Routine-Krimi mit Einschlägen eines Familiendramas, der solide etliche standardisierte Spannungssituationen aneinanderreiht. Angesichts schwacher Figuren und klischeehafter Dialoge bleiben die Möglichkeiten der Identifikation allerdings gering“.
Tilmann P. Gangloff gibt dem Film bei seiner Besprechung auf tittelbach.tv hingegen insgesamt 4,5 von 6 Sternen. Teilweise erinnere der Handlungsverlauf an Serien wie Harter Brocken oder Nord bei Nordwest, bei denen das Provinzidyll durch eindringendes Grauen gestört würde. Die Geschichte sei zwar überschaubar, dies kaschiere Regisseur Näter aber geschickt durch kleine Ereignisse. Sehenswert seien das erfahrene Ensemble und die Lichtgestaltung, die im Hintergrund lauernden Musikkompositionen sorgen für zusätzliche Spannung. Fazit: „Bildgestaltung, Musik und vor allem das gut besetzte Ensemble um Harald Krassnitzer und Ann-Kathrin Kramer sorgen dafür, dass der Film neunzig Minuten lang fesselt.“

### Einschaltquoten
Bei seiner Erstausstrahlung im ZDF am 24. Februar 2021 sahen 5,78 Millionen Zuschauer den Film. Dies entsprach einem Marktanteil von 18,4 %.